# Пороги (Ямпольский район)
Поро́ги (укр. Пороги) — село на Украине, находится в Ямпольском районе, Винницкой области. Село разделено на две части: Пороги и Новые Пороги.
Код КОАТУУ — 525684001. Население по переписи 2001 года составляет 820—830 человек. Почтовый индекс — 24512. Телефонный код — 4336.
Занимает площадь 2,22 км².

## Адрес местного совета
24512, Винницкая область, Ямпольский р-н, с. Пороги, ул. Ленина, 29